# Union démocratique du travail
« UDT » redirige ici. Pour les autres significations, voir UDT (homonymie).
L'Union démocratique du travail (UDT) est un ancien parti politique français fondé en 1959, rassemblement historique des gaullistes de gauche au début de la Ve République. Elle regroupe à l'origine des militants de l'indépendance de l'Algérie, progressistes sur les questions économiques et sociales par rapport au mouvement gaulliste majoritaire, l'UNR.
Travaillistes partisans de l'association du capital et du travail menés par Louis Vallon et René Capitant, ils forment alors le seul mouvement de gauche adhérant pleinement aux nouvelles institutions.
L'UDT s'associe avec l'UNR pour les élections législatives de 1962 et fusionne avec elle pour créer l'UNR-UDT — malgré l'opposition croissante de ses membres à Georges Pompidou — dans l'espoir d'y former l'aile gauche du gaullisme.

## Organe de presse
L'UDT a publié Notre République (le rédacteur en chef étant Frédéric Grendel), qui tranchait par sa tenue et son alacrité avec le journal de l'aile « officielle » du gaullisme : La Nation. 

## Secrétaire général de l'UDT
- René Capitant : 1959-1962